# Buskia australis
Buskia australis is een mosdiertjessoort uit de familie van de Buskiidae. De wetenschappelijke naam van de soort is voor het eerst geldig gepubliceerd in 1888 door Jullien.